# Santa Maria della Vittoria (titre cardinalice)
Le titre cardinalice de Santa Maria della Vittoria (Sainte Marie de la Victoire) est érigé par le pape Pie VII le 23 décembre 1801 par transfert du titre de San Matteo in Via Merulana. Il est rattaché à l'Église Santa Maria della Vittoria.

## Titulaires
| - Michelangelo Luchi, O.S.B. (1801-1802) - Joseph Fesch (1803-1822); in commendam (1822-1839) - Ferdinando Maria Pignatelli, C.R. (1839-1853) - Adriano Fieschi (1853-1858) - Joseph Othmar von Rauscher (1858-1875) - Godefroy Brossay-Saint-Marc (1876-1878) - Louis-Édouard Pie (1879-1880) - Ludovico Jacobini (1880-1887) - Elzéar-Alexandre Taschereau (1887-1898) - Giovanni Battista Casali del Drago (1899-1908) - Anatole de Cabrières (1911-1921) - Alexis-Armand Charost (1922-1930) - Angelo Maria Dolci (1933-1936) - Federico Tedeschini (1936-1951) - Giuseppe Siri (1953-1989) - Giuseppe Caprio (1990-2005) - Sean Patrick O'Malley, O.F.M. Cap. (2006-) |